# Єлизавета (ім'я)
Єлизавета — українське жіноче ім'я. Походить від давньоєврейського слова «elisheva» (івр. אֱלִישֶׁבַע‬), що в перекладі означає «клятва, Богом я клянуся». Через церковнослов’янське посередництво запозичено в давньоруську мову з грецької.
У формі «Єлизавета» є новим запозиченням з російської. У народі поширений варіант Лисавета, також Савета; існувала давньоруська форма Олісава (іноді «Олисава»), про яку відомо з графіті Софії Київської.
Це ім'я часто використовується в християнському світі, оскільки Єлизавета була матір'ю святого Івана Хрестителя. Англомовним відповідником (також у деяких інших мовах) є Елізабет.

## Іншомовні аналоги
А — англ. Elizabeth; 
        араб. إليزابيث; 

Б — біл. Альжбета, Лізавета; 
        болг. Елисавета; 

Г — грец. Ελισάβετ; 

Д — дан. Elizabeth; 

Е — есп. Elizabeto; 

І  — ісп. Isabel; 
       італ. Elisabetta; 

К — кит.: 伊丽莎白; 

Л — лат. Elizabeth; 
        лит. Elžbieta

М — мегр. ელიზაბეთ; 

Н — нім. Elisabeth; 
        норв. Elizabeth; 

П — пол. Elżbieta; 
        порт. Isabel; 

Р — рос. Елизавета; 
        рум. Elisabeta; 

С — серб. Јелисавета 
        словац. Alžbeta; 
        словен. Elizabeth; 

Т — тур. Elizabeth; 

У — угор. Erzsébet 
        укр. Єлизавета; 

Ф — фр. Élisabeth; 
        фін. Elisabet 

Ч — чеськ. Alžběta; 

Ш — швед. Elisabet; 

Я — яп. エリザベス

## Відомі носійки
- Єлизавета (значення)